# Prothese

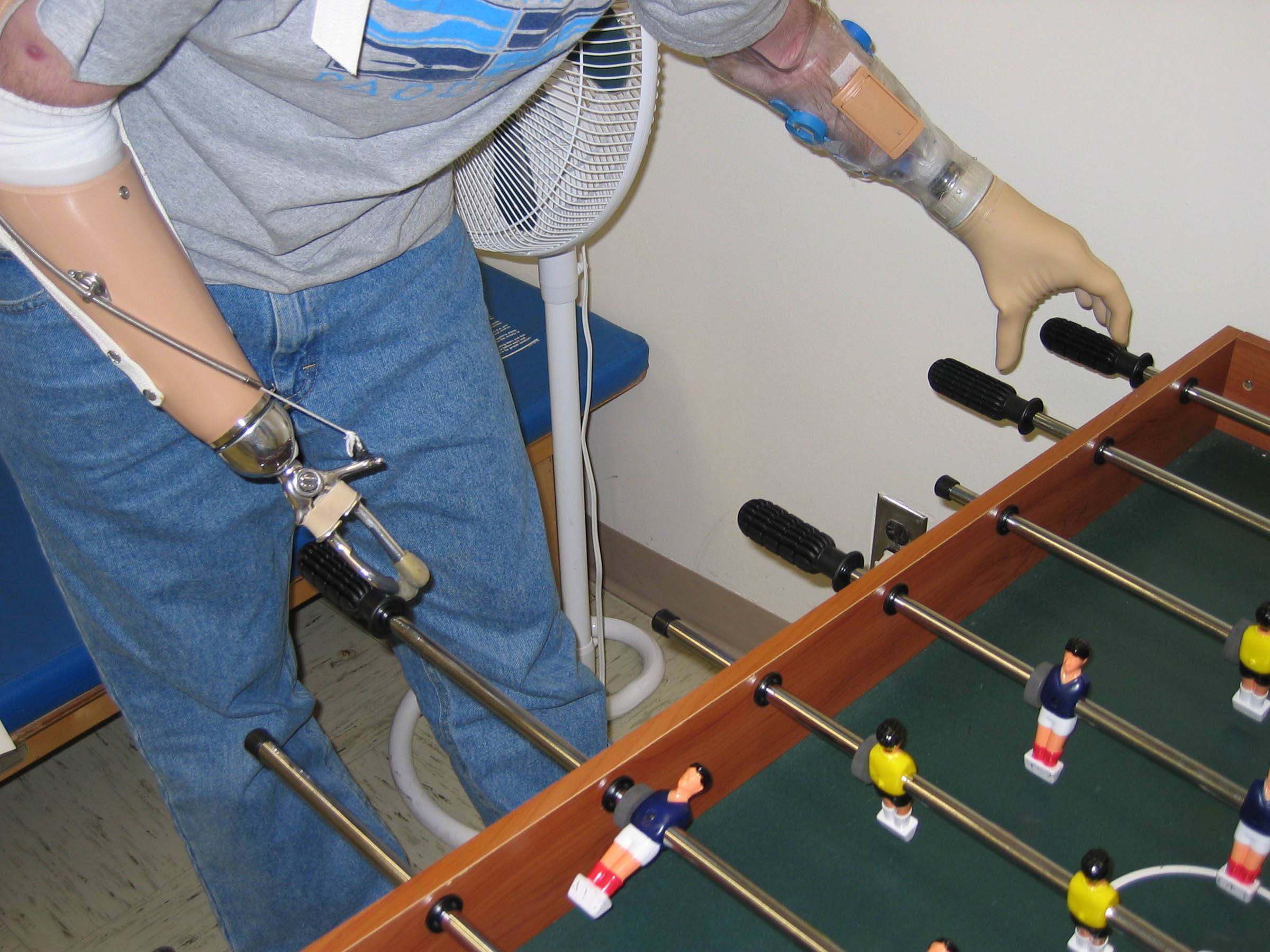
Armprothese

Een prothese is een kunstmatige vervanging of correctie van een lichaamsdeel, orgaan, of onderdeel van een orgaan. Als de prothese helemaal in het lichaam verborgen is wordt het ook wel een implantaat genoemd.

## Lichaamsdelen
- Borstprothese
- Beenprothese (kunstbeen)
- Armprothese (kunstarm)
- Oogprothese ('glazen' oog)
- Voetprothese
- Handprothese
- Knieprothese

## Andere prothesen
- Gehoorprothese (hoorapparaat)
- Bril en contactlenzen
- Vaste en losse mondprothesen